# Matrices de Gell-Mann
Les matrices de Gell-Mann, nommées d'après Murray Gell-Mann (1929-2019), sont, en physique des particules, un ensemble de huit matrices 3 x 3 hermitiennes et de trace nulle qui forment une représentation des générateurs du groupe SU(3).
Elles sont notées {\displaystyle \lambda _{a}} et sont par convention données par les huit matrices suivantes :
| {\displaystyle \lambda _{1}={\begin{pmatrix}0&1&0\\1&0&0\\0&0&0\end{pmatrix}},} | {\displaystyle \lambda _{2}={\begin{pmatrix}0&-{\rm {i}}&0\\{\rm {i}}&0&0\\0&0&0\end{pmatrix}},} | {\displaystyle \lambda _{3}={\begin{pmatrix}1&0&0\\0&-1&0\\0&0&0\end{pmatrix}},}                       |
|                                                                                 |                                                                                                  | |
| {\displaystyle \lambda _{4}={\begin{pmatrix}0&0&1\\0&0&0\\1&0&0\end{pmatrix}},} | {\displaystyle \lambda _{5}={\begin{pmatrix}0&0&-{\rm {i}}\\0&0&0\\{\rm {i}}&0&0\end{pmatrix}},} | |
|                                                                                 |                                                                                                  | |
| {\displaystyle \lambda _{6}={\begin{pmatrix}0&0&0\\0&0&1\\0&1&0\end{pmatrix}},} | {\displaystyle \lambda _{7}={\begin{pmatrix}0&0&0\\0&0&-{\rm {i}}\\0&{\rm {i}}&0\end{pmatrix}},} | {\displaystyle \lambda _{8}={\frac {1}{\sqrt {3}}}{\begin{pmatrix}1&0&0\\0&1&0\\0&0&-2\end{pmatrix}}.} |

Elles vérifient les relations suivantes :
{\displaystyle {\begin{aligned}\mathrm {Tr} \left(\lambda _{a}\lambda _{b}\right)&=2\,\delta _{ab}\\\left[\lambda _{a},\lambda _{b}\right]&=2{\rm {i}}\,f_{abc}\lambda _{c}\end{aligned}}}
où :
- {\displaystyle \delta } est le symbole de Kronecker,
- {\displaystyle \mathrm {Tr} } est la trace,
- {\displaystyle \left[\cdot ,\cdot \right]} est le commutateur,
- {\displaystyle {\rm {i}}} est l'unité imaginaire {\displaystyle \left({\rm {i}}^{2}=-1\right)}
- sur un indice double (ici {\displaystyle c}), une sommation est à effectuer (convention d'Einstein).

La première relation exprime que les matrices sont orthogonales et normées.
La deuxième avec le commutateur contient les constantes de structure dont les valeurs sont :
- {\displaystyle f_{123}=1},
- {\displaystyle f_{147}=-f_{156}=f_{246}=f_{257}=f_{345}=-f_{367}={\frac {1}{2}}},

et
- {\displaystyle f_{458}=f_{678}={\frac {\sqrt {3}}{2}}}.

A noter que {\displaystyle f_{abc}} est totalement antisymétrique par rapport aux trois indices, donc p.ex., {\displaystyle f_{123}=-f_{132}=f_{231}}.